# 张海阳
张海阳（1949年7月—），男，湖南平江人。曾任中国人民解放军成都军区政治委員，中国人民解放军第二炮兵部队政治委員、党委书记。上将军衔，已退役。中共第十七届、第十八届中央委员。

## 生平
根据其父张震所撰《张震回忆录》记载：1949年7月16日张震得知张海阳出生的消息，纪念上海解放，故起名为“海阳”。张海阳1969年参军，长期在21军服役，曾在中国人民解放军政治学院学习。先后担任过中国人民解放军陆军第二十七集团军政委和北京军区的副政委，2009年12月担任中国人民解放军第二炮兵政治委员。2009年晉升上將軍銜。张海阳晋升后与其父张震为解放军历史上首对“父子上将”。（另一對是张宗逊與其子张又侠）2014年12月退役。2015年2月28日，被任命为第十二届全国人民代表大会法律委员会副主任委员。

## 家族
父親张震为原中央军委副主席，上将。岳父孙克骥是原南京军区副政委，少将。